# María de Abarca
María de Abarca – hiszpańska malarka barokowa aktywna zawodowo w Madrycie w połowie XVII wieku (1630–1656). Urodziła się w Madrycie, jednak daty jej urodzin i śmierci nie są znane. Specjalizowała się w portretach.